# Кировская (Ростовская область)
Кировская — станица в Кагальницком районе Ростовской области. Административный центр Кировского сельского поселения.

## История
По указу царя Александра I в 1820 году образовался ряд станиц, через которые проходил государственный тракт из города Азова в Воронцовку, Сальск и далее на восток. Эта стосаженная грунтовая дорога проходила через посёлок Злодейский. По этому тракту поселялось войсковое сословие донских казаков, которым надлежало охранять дорогу, по которой день и ночь шёл транспорт: обозы с зерном; тянулись огромные отары овец; проносились ямщицкие тройки.
В маленьком населённом пункте, где сейчас расположилась станица Кировская, 190 лет тому назад было всего 18 казачьих хозяйств, которые несли охрану дороги. В этом месте были часты случаи различных злодеяний — убийств, грабежей почты. Это и послужило поводом к тому, что за малозаселённым посёлком укоренилось название «Злодейская».
По данным всеобщей переписи населения России в 1897 году (по состоянию на 28 января) в посёлке проживало всего 84 человека. Из них 49 мужчин и 35 женщин.
В 1910 году началось строительство железной дороги, тянувшейся от города Батайска на город Сальск. В 1912 году, кроме здания вокзала станции Злодейская, уже были построены 36 будок и 2 железнодорожных дома около вокзала. В одном из них и сейчас живут рабочие-железнодорожники, а в другом, разрушенном фашистами в годы Великой Отечественной войны, после его восстановления, разместились Кировский сельский Совет и Кировское почтовое отделение связи.
Территория современной станицы Кировской стала особенно быстро заселяться с 1920 года. Население прибывало из станицы Хомутовской и окрестных хуторов: Родник, Красный Яр, Полячки, Шамшево. В 1927 году в станице было уже около 40 дворов. Назывался посёлок «Казачьи выселки».
В 1929 году, во время коллективизации, в посёлке Злодейском образовалась сельскохозяйственная артель «Новый мир», которая стала крепнуть, и в посёлок потянулись люди. Появление в артели тракторов привело к созданию в 1935 году Злодейской машинно-тракторной станции.
1930 год стал знаменательным для нового совхоза, созданного рядом со станцией в степной зоне, удобной для животноводства. Здесь вырос новый совхозный посёлок с многоквартирными домами, конторой, больницей, столовой, магазином и клубом. Обнаруженные залежи глины позволили построить примитивный кирпичный завод, где кирпичи делались почти вручную, но фермы и дома стали строить из местного кирпича. А дети работников помогали озеленять совхозную территорию, насаживая фруктовые деревья и пирамидальные тополя.
Во время войны совхоз эвакуировался в Западный Казахстан, а фашисты, заняв станицу, разместили в здании новой школы конюшню, танками въехали в клуб, жгли и разрушали саманные постройки, сожгли элеватор близ станции. Освобождение пришло с востока в феврале 1943 года, а в конце декабря работники совхоза вместе со скотом вернулись в разрушенную станицу.

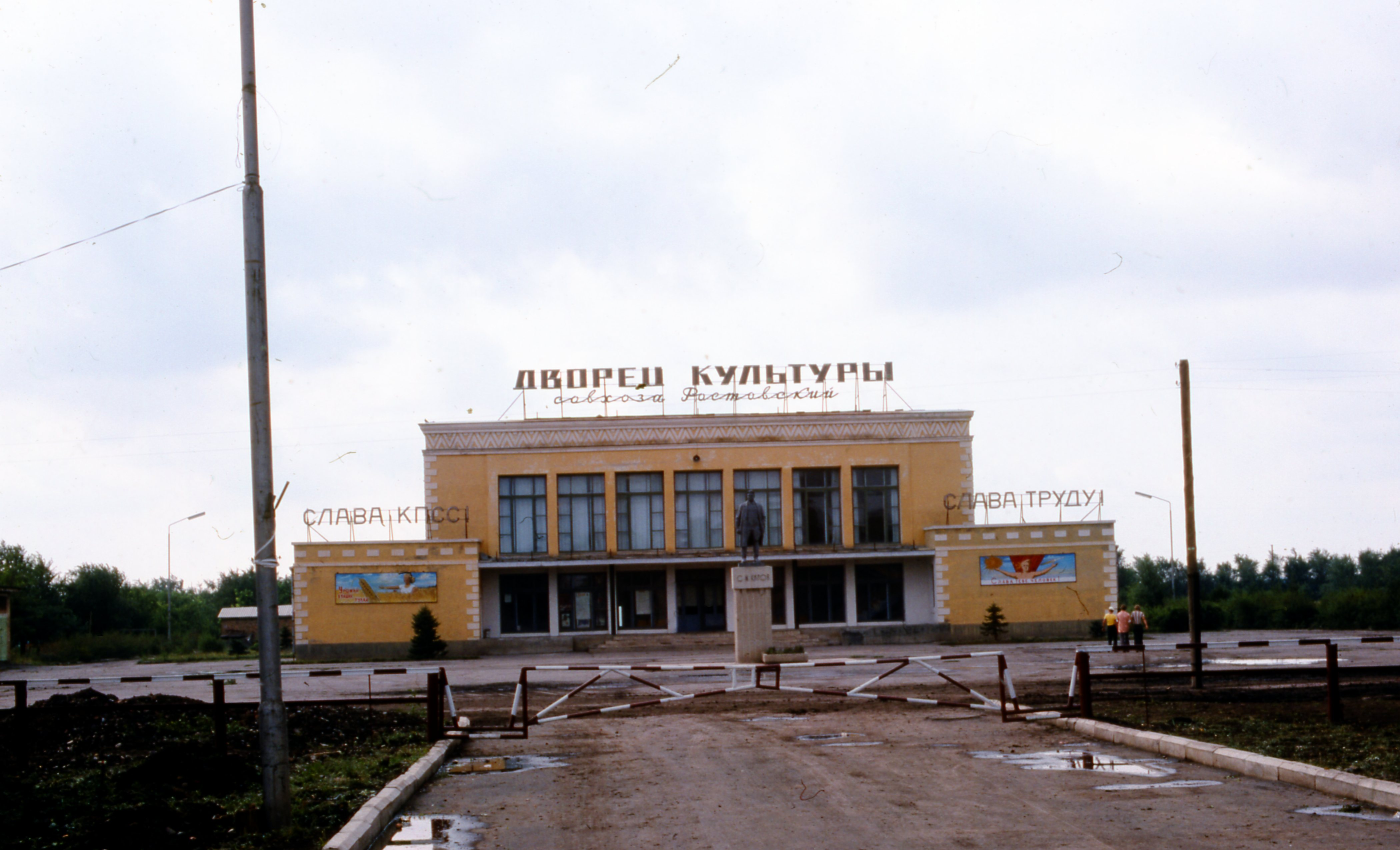
Дом культуры совхоза «Ростовский», 1975.

К 1951 году в станице существовало уже три сельскохозяйственных предприятия: колхоз имени Кирова, совхозы «Ростовский» и имени Вильямса. Хозяйство богатели, а с ними расцветала и станица — построили заново здания элеватора, нефтебазу, в каждом хозяйстве открыли среднюю школу, Дом Культуры, появился филиал районной библиотеки, инфраструктурные службы (магазины, служба быта, филиалы сбербанка). Станцию переименовали в Конармейскую. Территория станицы увеличилась в несколько раз. Каждое хозяйство благоустраивало свою территорию, стараясь улучшить жизнь своих работников. В результате станица полностью газифицирована и обеспечена артезианской водой и канализацией.
В станице создано казачье общество «СТАНИЦА КИРОВСКАЯ» ВКО ВВД.

## Население
| Численность населения, чел. | Численность населения, чел. | Численность населения, чел. | Численность населения, чел. | Численность населения, чел. | Численность населения, чел. |
| 1959                        | 1970                        | 1979                        | 1989                        | 2002                        | 2010                        |
| --------------------------- | --------------------------- | --------------------------- | --------------------------- | --------------------------- | --------------------------- |
| −                           | −                           | 5 278                       | −                           | 5 927                       | 5 760                       |

## Транспорт
- Железнодорожная станция Конармейская Северо-Кавказской железной дороги